# Trolleybus van Krefeld
De trolleybus van Krefeld was van 3 december 1949 tot 29 mei 1964 een onderdeel van het openbaar vervoer in Krefeld, een stad gelegen in de Duitse deelstaat Noordrijn-Westfalen. De trolleybus was complementair aan de tram die de stad sinds 1883 bediende. Beide werden uitgebaat door de Krefelder Verkehrs-AG (KREVAG). Na de opheffing werd de trolleybus vervangen door autobussen. De bovenleidingsspanning bedroeg 650 volt.

## Geschiedenis
De trolleybus van Krefeld telde één enkele lijn met een lengte van 4,13 kilometer. De trolleylijn vertrok aan het station van Krefeld en voer via de Breite Straße, de Marktstraße en de Forstwaldstraße naar de spooroverweg in Benrad. De op dit traject rijdende trolleybuslijn 19 kwam in de plaats van de sterk bevraagde buslijn S.
Oorspronkelijk was het plan om de trolleybus voorbij de spoorlijn te verlengen naar Forstwald en Anrath, maar de Deutsche Bundesbahn verbood de kruising van de trolleybus met de spoorlijn Duisburg - Ruhrort - Mönchengladbach. Ook de verlenging aan het andere einde van de lijn naar het stadsdeel Oppum kwam er niet.

## Voertuigen
De trolleybus van Krefeld had drie standaardbussen in dienst:
| Nummer | Fabrikant                         | Elektrische aandrijving | Type   | Bouwjaar | Staat |
| ------ | --------------------------------- | ----------------------- | ------ | -------- | --- |
| 501    | Waggonfabrik Uerdingen            | AEG                     | K1907  | 1949     | Verschroot in 1962                                                                                       |
| 502    | Waggonfabrik Uerdingen            | AEG                     | K1907  | 1950     | Verschroot in 1963                                                                                       |
| 503    | Waggonfabrik Uerdingen / Henschel | AEG                     | ÜHIIIs | 1953     | In 1964 verkocht aan het trolleybusbedrijf van Kapfenberg, alwaar tot 1972 in dienst onder het nummer 19 |

Het park omvatte bijkomend nog een in 1949 door de Waggonfabrik Uerdingen gebouwde aanhangwagen met nummer 551. Dit voertuig werd echter meestal gekoppeld aan autobussen. Het voertuig werd in 1962 verschoot.